# ヤヒロホコナガヨリヒコ
ヤヒロホコナガヨリヒコ（八尋鉾長依日子、八尋鉾長依彦）は、日本神話に登場する神。

## 概要
『出雲国風土記』島根郡の生馬郷条に登場する。他の文献には見られない。親神にカムムスヒが伝わる。

## 記述

### 出雲国風土記

#### 島根郡
生馬郷。郡家の西北十六里二百九歩にある。神魂命の御子である八尋鉾長依日子命が、「私の御子は心が穏やかで憤（いく）まない」と仰った。よって、生馬とされた。

## 考証
神名から矛にまつわる神と考えられる。「八尋鉾」は長い矛を指し、『古事記』中巻の景行天皇条では倭建命に与えられた矛として「比々羅木の八尋矛」の語が見える。「比々羅木」は柊のことであり、この植物が魔除けに用いられ、かつ「八尋」の長さにも宗教的意味合いが推測される点、また同垂仁天皇条では多遅摩毛理が常世国で採取した橘が「矛八矛」「矛四矛」と表現されている点から、「八尋鉾」を神聖な植物の枝木と解して、植物の生命力が永く依りつく男神の意とする説がある。生命力に触れられていることが、神魂命の性質を受け継ぐ子神として伝承にも合致しているとの意見がある一方で、天沼矛や『出雲国風土記』意宇郡の安来郷条に登場する鉾などの例は明らかに道具の矛と見られる点、神名に矛を冠する八千矛神が植物に関係する神だとは考えられない点から、植物の生命力と結びつける解釈に対して疑問を呈する意見もある。
神の発言中にある「私の御子」は原文では「吾御子」と書かれ、諸写本で異同はないが、御子とされる神の詳細は記述されていない。『出雲国風土記』意宇郡の拝志郷条で所造天下大神が「吾御心」と発言していることから、当記事もこれと同型の伝承であるとして、「吾御心」の誤写と見る説がある。

## 祀る神社
- 生馬神社（島根県松江市東生馬町） - 主祭神  - 式内社の生馬神社に比定される。西生馬町にも同名の神社があるが、祭神は道返大神としている。もとは東西で一つの村落であり、両社とも八尋鉾長依日子命を祀っていたが、西生馬の生馬神社には大岩があったことから道返大神が祭神になったのではないかとする説がある[8]。
- 来待神社（島根県松江市宍道町上来待） - 配祀[9]   - 式内社の來待神社に比定される。明治40年に弘長寺區久戸（現：松江市宍道町東来待）の屋風呂神社を合祀したが、戦後に旧社地へ復した[10]。『出雲国風土記』意宇郡の神祇官社である支麻知社に比定される[1]。
- 屋風呂神社（島根県松江市宍道町東来待） - 祭神  - 来待神社（前掲）の境外社[9]。戦前は来待神社に合祀されていた[10]。